# Polo aquático no Campeonato Mundial de Esportes Aquáticos de 2017
Os eventos do polo aquático no Campeonato Mundial de Esportes Aquáticos de 2017 ocorreram entre 16 de julho e 29 de julho de 2017 em Budapeste, Hungria.

## Calendário
| Julho de 2017 | 14 | 15 | 16 | 17 | 18 | 19 | 20 | 21 | 22 | 23 | 24 | 25 | 26 | 27 | 28 | 29 | 30 | T |
| ------------- | -- | -- | -- | -- | -- | -- | -- | -- | -- | -- | -- | -- | -- | -- | -- | -- | -- | - |
| Polo aquático |    |    | ●  | ●  | ●  | ●  | ●  | ●  | ●  | ●  | ●  | ●  | ●  | ●  | ●  | ●  |    | 2 |

## Medalhistas
Masculino
| Ouro | Prata | Bronze |
| Croácia · Marko Bijač · Andro Bušlje · Ivan Buljubašić · Loren Fatović · Xavier García · Maro Joković · Ivan Krapić · Luka Lončar · Marko Macan · Ivan Marcelić · Anđelo Šetka · Sandro Sukno · Ante Vukičević | Hungria · Ádám Decker · Attila Decker · Balázs Erdélyi · Balázs Hárai · Norbert Hosnyánszky · Miklós Gór-Nagy · Krisztián Manhercz · Tamás Mezei · Viktor Nagy · Béla Török · Márton Vámos · Dénes Varga · Gergő Zalánki | Sérvia · Milan Aleksić · Miloš Ćuk · Filip Filipović · Nikola Jakšić · Dušan Mandić · Branislav Mitrović · Stefan Mitrović · Duško Pijetlović · Gojko Pijetlović · Andrija Prlainović · Sava Ranđelović · Viktor Rašović · Nemanja Ubović |

Feminino
| Ouro | Prata | Bronze |
| Estados Unidos · Rachel Fattal · Aria Fischer · Makenzie Fischer · Paige Hauschild · Amanda Longan · Madeline Musselman · Jamie Neushul · Kiley Neushul · Jordan Raney · Melissa Seidemann · Maggie Steffens · Gabrielle Stone · Alys Williams | Espanha · Marta Bach · Paula Crespí · Sandra Domene · Anna Espar · Clara Espar · Laura Ester · Judith Forca · Anna Gual · Paula Leitón · Helena Lloret · Beatriz Ortiz · Matilde Ortiz · María del Pilar Peña | Rússia · Maria Borisova · Olga Gorbunova · Evgeniya Ivanova · Elvina Karimova · Anna Karnaukh · Ekaterina Prokofyeva · Daria Ryzhkova · Alena Serzhantova · Anastasia Simanovich · Anna Timofeeva · Tatiana Tolkunova · Anna Ustiukhina · Veronika Vakhitova |

## Quadro de medalhas
| Ordem | País           | Medalha de ouro | Medalha de prata | Medalha de bronze | Total |
| ----- | -------------- | --------------- | ---------------- | ----------------- | ----- |
| 1     | Estados Unidos | 1               | 0                | 0                 | 1     |
| 1     | Croácia        | 1               | 0                | 0                 | 1     |
| 2     | Hungria        | 0               | 1                | 0                 | 1     |
| 2     | Espanha        | 0               | 1                | 0                 | 1     |
| 3     | Rússia         | 0               | 0                | 1                 | 1     |
| 3     | Sérvia         | 0               | 0                | 1                 | 1     |
| Total | Total          | 2               | 2                | 2                 | 6     |